# Галмарден
Галмарден (на нидерландски: Galmaarden) е селище в Централна Белгия, окръг Хале-Вилворде на провинция Фламандски Брабант. Населението му е около 8100 души (2006).